# Alfredo Dinale
Alfredo Dinale, född 11 mars 1900 i Vallonara di Marostica, död 3 december 1976 i Vicenza, var en italiensk tävlingscyklist.
Dinale blev olympisk guldmedaljör i lagförföljelse vid sommarspelen 1924 i Paris. Efter OS blev Dinale professionell.
På landsväg vann han Coppa Bernocchi 1924 (då ett amatörlopp) och två etapper i Giro d'Italia 1929. En sjundeplats i Milano-Sanremo 1925 och en tiondeplats i Giro di Lombardia 1924 är också värda att nämna.
På bana vann han sexdagarsloppen i Dortmund 1929 (med Karl Göbel), Paris 1931 (med Pietro Linari) och Frankfurt 1931 (med Karl Göbel).